# Ternivka, Peremîșleanî
Ternivka (în ucraineană Тернівка) este un sat în comuna Dunaiiv din raionul Peremîșleanî, regiunea Liov, Ucraina.

## Demografie
Componența lingvistică a localității Ternivka
     Ucraineană (100%)
Conform recensământului din 2001, toată populația localității Ternivka era vorbitoare de ucraineană (100%).